# Chthonius bogovinae
Espèce
Chthonius bogovinae est une espèce de pseudoscorpions de la famille des Chthoniidae.

## Distribution
Cette espèce est endémique de Serbie. Elle se rencontre dans la grotte Bogovinska Pećina à Bogovina.

## Étymologie
Son nom d'espèce lui a été donné en référence au lieu de sa découverte, Bogovina.

## Publication originale
- Ćurčić, 1972 : Un pseudoscorpion cavernicole nouveau pour la péninsule des Balkans, Chthonius (C.) bogovinae n. sp. (Chthoniidae, Pseudoscorpiones, Arachnida). Annales de Spéléologie, vol. 27, p. 341-350.